# Marquard Herrgott
Marquard Herrgott auch Marquardt (* 9. Oktober 1694 in Freiburg im Breisgau; † 9. Oktober 1762 in Krozingen) war ein Benediktinermönch, Priester, Diplomat und Historiker, Bibliothekar, Kaiserlicher Rat und Gesandter.

## Leben
Franz Xaver Herrgott, der spätere Pater Marquard, entstammte einer Freiburger Bürgerfamilie, die eng mit dem Benediktinerkloster St. Blasien im Schwarzwald verbunden war. Herrgotts Onkel Johann Kaspar Brenzinger war mit einer Schwester des Abts Romanus Vogler verheiratet und war dessen Hofmaler. Herrgotts Vetter war der spätere Abt Franz Schächtelin. Ein anderer Vetter war als weltlicher Beamter für St. Blasien in Krozingen und Freiburg tätig. Pater Marquards Neffe Franz Kreutter schließlich sollte als Mönch von St. Blasien Großökonom der Abtei werden und als erster Geschichtsschreiber Vorderösterreichs hervortreten.
Nach dem Studium in Straßburg, Freiburg und Porrentruy sowie einer Hauslehrertätigkeit in Paris trat Herrgott mit mittlerweile 20 Jahren in das Kloster St. Blasien ein. Nach dem einjährigen Noviziat legte er 1715 das Ordensgelübde ab. Er nahm dabei aus unbekannten Gründen den Ordensnamen Marquard an, vielleicht nach dem hl. Marquard von Porrentruy, einem Abt des 12. Jahrhunderts. Das Kloster St. Blasien ermöglichte Herrgott anschließend ein Studium am Collegium Germanicum in Rom. Vier Jahre blieb Herrgott in Rom, wo er 1718 die Priesterweihe erhielt. 1721 kehrte er in das Heimatkloster zurück, wo man in der Folgezeit sein Interesse für die Geschichtsforschung förderte, so durch eine Studienreise nach Wien und in das Kloster Melk. 1724 sandte ihn St. Blasien in das Kloster St.-Germain-des-Prés in Paris, dem führenden geistigen Zentrum des Benediktinerordens. St.-Germain-des-Prés gehörte der Kongregation des hl. Maurus an, deren Mitglieder sich der wissenschaftlichen Forschung vor allem auf dem Gebiet der Geschichte verpflichtet hatten. In St. Germain hatten Jean Mabillon, Bernard de Montfaucon und andere eine geschichtswissenschaftliche Quellenkunde entwickelt.
Von Pater Bernhard Pez in Kloster Melk, dessen Arbeit bereits von den Maurinern geprägt war, hatte Herrgott die Anregung erhalten, historische Kommentare zur Benediktsregel im Druck herauszugeben. Diese Editionsarbeit konnte Herrgott in Paris abschließen. 1726 erschien die Vetus disciplina monastica, die erste gedruckte Sammlung der bislang nur handschriftlich überlieferten Kommentare zur Benediktsregel aus allen Klöstern Europas. Herrgotts Einleitung zu diesem Buch löste im Orden einen Skandal aus, da er sich darin für eine Lockerung der Gebets-, Fasten- und Arbeitsregeln des hl. Benedikts eingesetzt hatte – insbesondere für jene Mönche, die geisteswissenschaftlichen Studien nachgingen … Das Missfallen über den Text veranlasste Herrgotts Rückberufung von Paris nach St. Blasien. Mit der Übernahme der Abtswürde durch Herrgotts Vetter Franz Schächtelin geriet der Skandal jedoch bald in Vergessenheit. Herrgott wurde Großkeller des Klosters, bis der Abt den weltläufigen und hochgebildeten Mönch in diplomatischer Mission an den Kaiserhof nach Wien sandte.
Von 1728 bis 1748 war er als diplomatischer Vertreter der Breisgauer Stände am kaiserlichen Hof in Wien. Dort begann Herrgott seine ausgiebigen Studien zur Geschichte des Hauses Habsburg, deren erste Früchte er 1737 als „Genealogiea diplomatica Augusta Gentis Habsburgicae“ veröffentlichte. Sein Hauptwerk ist das vierbändige Werk „Monumenta Augustae Domus Austriacae“, in dem die Siegel, Münzen, Bilder und Grabmäler des Hauses Habsburg systematisch erfasst, beschrieben und in Form von Kupferstichen abgebildet sind. Mehr als ein Drittel dieser Abbildungen stammt von Peter Mayer aus St. Blasien. Der vierte und letzte Teil dieses Werks wurde, da 1769 vollständig verbrannt, neu gearbeitet von Martin Gerbert und 1772 veröffentlicht.

## Gesandter in Wien
Im Jahre 1738 erschienen die erste Abteilung des Werkes, die Genealogie, dieselbe erregte großes Aufsehen und erntete vieles Lob, aber auch mancherlei scharfen Tadel. Jedenfalls war sie eine imponierende Erscheinung, schon durch die prächtige topographische Ausstattung und die Zierde mit zahlreichen Vignetten und Kupfertafeln, welche ihr zur bildlichen Erklärung beigegeben waren. Denn Herrgott hatte von Freiburg den Kupferstecher Peter Meyer mit nach Wien genommen. Kaiser Karl VI. war über die drei Folianten so erfreut, dass er den Verfasser nicht nur mit einer Medaille beschenkte, sondern ihn auch zu seinem Rat- und Historiographen ernannte. Während der Papst ihm für die Übersendung des Werkes in einem höchst schmeichelhaften Breve seine dankbare Anerkennung erstattete. Die Herausgabe der letzten beiden Werke erfolgte unter seinem Schüler und Vertrauten Rustenus Heer. Das Werk war, wie fast alle diese Anstrengungen, gedacht zum Lob des Hauses Habsburg, das ja die Landeshoheit über das Kloster hatte, damit das Kloster weiterbestehen und sich weiter entwickeln könnte, dieses gelang dennoch nicht, wie sich dann später zeigte. Nach 20 Jahren Aufenthalt in Wien, wo er als Vertreter und des Prälatenstandes immer mehr ins Abseits geriet, beugte er seiner Entlassung durch einen diskreten Hinweis durch einen Minister unter Maria Theresia vor, und kehrt 1747 nach Krozingen zurück. Als ihm der Abt schriftlich zusicherte, dass er hier seinen Lebensabend verbringen dürfe, ließ er die Propstei, die unter Abt Caspar II. Thoma 1579 (Wappen am Treppenturm) neu erbaut worden war, durch den Baumeister Johann Caspar Bagnato ab 1748 umbauen. Die Räume bekamen Marmorkamine. Auch die Schlosskapelle die noch von Martin Meister I. (1608) erbaut war, ließ er neu ausstatten, mit Stuck von Johann Georg Gigl und mit Fresken die der Künstler Johann Anton Morath malte. Das Altarblatt malte vermutlich Johann Christian Wentzinger, während das Bild am Antependium von dem Freiburger Maler Simon Göser stammt. Auch den Garten ließ er neu anlegen, er wollte keine »Ökonomie«: Ich fresse kein Gras und wird für das Vieh schon anderwärts welches beigeschafft werden. So ausgestattet lebte er recht konform. Hier widmete er sich bis zu seinem Tod der Herausgabe der Monumenta. Als Vertreter des Abtes war er weiterhin Präsident des Prälatenstandes. Er litt lange Jahre an Wassersucht, und entschlief zuletzt friedlich. Er wurde in der Schloßkapelle in Krozingen beigesetzt.

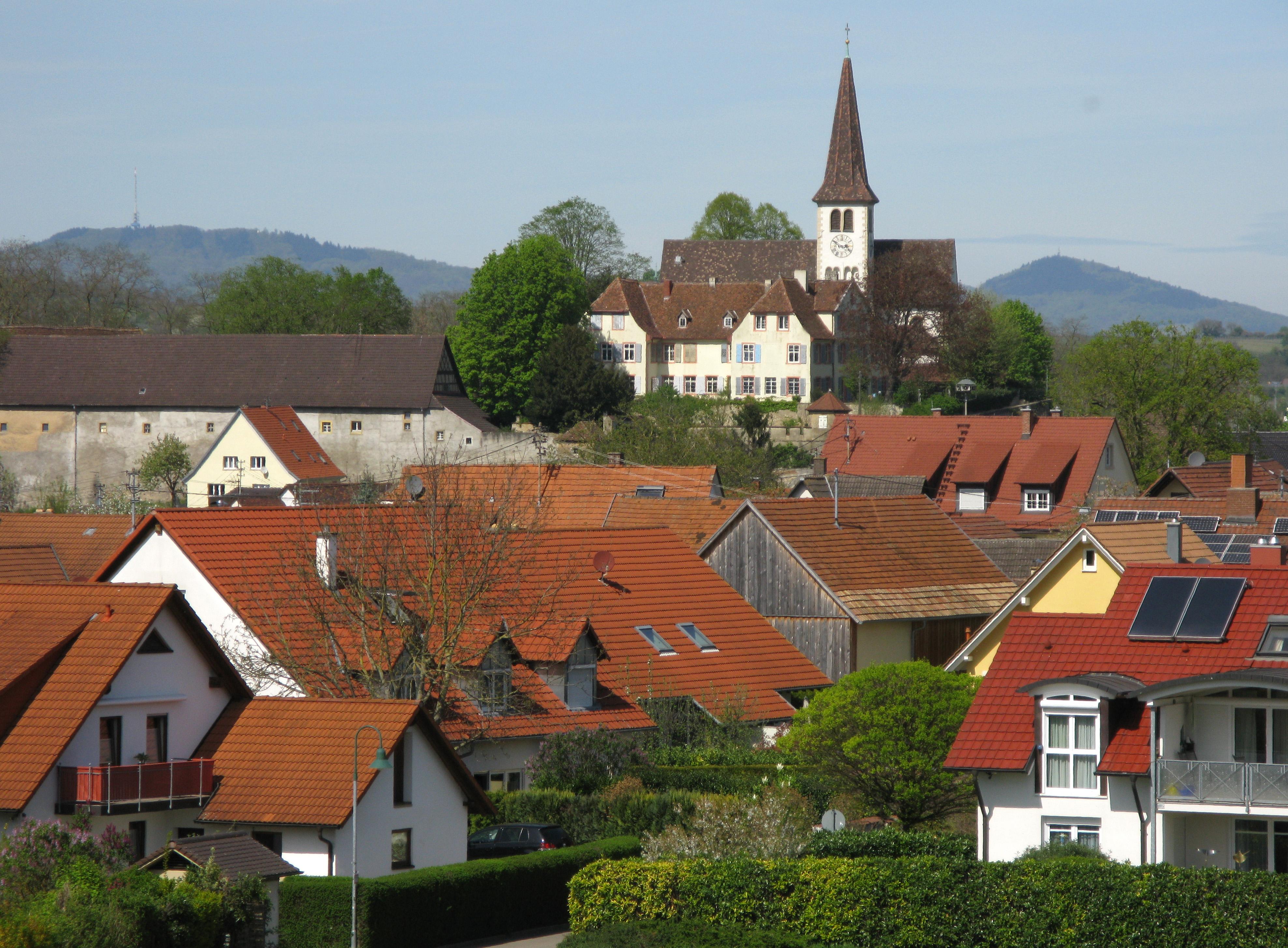
Die ehemalige Propstei Krozingen heute das Schloss Bad Krozingen-Biengen mit der Kirche St. Leodegar in Bad Krozingen-Biengen

Das Schloß Bad Krozingen und die Schloßkapelle ist seit der Säkularisation in verschiedenem Privatbesitz, so derer von Roggenbach, von Wangen, von Helmstadt und bis heute von Gleichenstein. Im Schloß befindet sich die „Sammlung historischer Tasteninstrumente Fritz Neumeyer“. Es finden Konzerte statt.

## Ehrungen
Joseph Bader vergleicht ihn und sein Werk mit dem seines Zeitgenossen und Besucher in Krozingen Johann Daniel Schöpflin, dieser erhielt höchste Ehrungen unter anderem durch eine Schrift Goethes, während Pater Marquardt praktisch unerwähnt und weitgehend unbekannt blieb. Bader berichtet auch in einer Anekdote über die Einkehr Herrgotts im Gasthaus zu den Drei Königen in Basel. 

## Salpeterer
Marquard Herrgott war ein entschiedener Gegner der Salpeterer insbesondere waren seine Gegenspieler der Eggbauer und Josef Meyer genannt Glasmännle.

## Werke

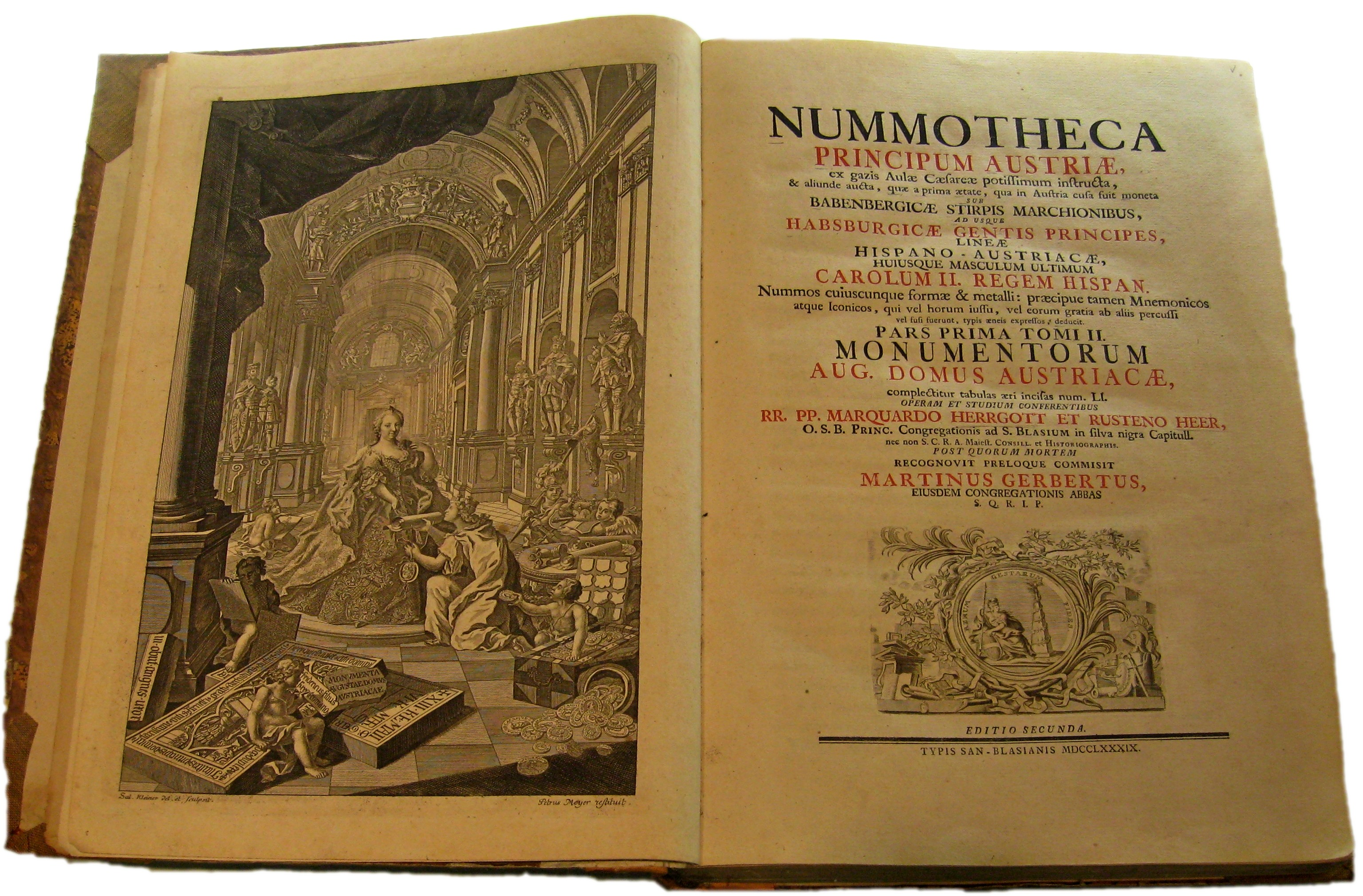
Buch aus der Klosterdruckerei Sankt Blasien, Marquard Herrgott und Rustenus Heer, Nummotheca principum Austriae, 2. Auflage St. Blasien, Band 2, Teil 1, 1789

- Vetus disciplina monastica, seu Collectio auctorum Ordinis S. Benedicti maximam partem ineditorem […], Paris 1726. Google Digitalisat
- Instructio pro iis, qui annales S. Blasii scribere intendunt.
- Origines San-Blasianae seu Annales inclyti et principalis ad S. Blasium in nigra sylva monasterii
- Conceptus reformandi literarum studia in monasterio S. Blasii
- Conspectus monastici Blasiani und Hercynia vetus
- Genealogiae diplomatica Augusta Gentis Habsburgicae, Wien 1737.
  - Tomus I Digitalisat der BSB München
  - Tomus II. Cum tabulis aeri incisis XXV, (Folio) Google Digitalisat
- Monumenta Augustae Domus Austriacae.
  - Tomus 1: Sigilla Vetera etc., Wien 1750. online (via ÖNB): data.onb.ac.at
  - Tomus 2: Nummotheca Principium Austriae, 2 Bde., Freiburg 1752/1753. online (via ÖNB): Teil 1 Teil 2
  - Tomus 3: Pinacotheca Principium Austriae, 2 Bde., Freiburg 1760. online (via ÖNB): Teil 1 Teil 2
  - Tomus 4: Taphographia Principium Austriae, 2 Bde., (1769 vollständig verbrannt, neu gearbeitet von Martin Gerbert) Sankt Blasien 1772. online (via ÖNB): Teil 1 Teil 2